# Alseodaphnopsis marlipoensis
Alseodaphnopsis marlipoensis là loài thực vật có hoa trong họ Nguyệt quế. Loài này được Li Hsi Wen miêu tả khoa học đầu tiên năm 1975 dưới danh pháp Cinnamomum marlipoense. Năm 1979 tác giả này chuyển nó sang chi Alseodaphne. Năm 2017, Hsi-wen Li và Jie Li chuyển nó sang chi Alseodaphnopsis.

## Môi trường sống và phân bố
Rừng lá rộng thường xanh, trong các thung lũng dưới 1.400 m. Trung Quốc (đông nam Vân Nam).

## Tên gọi
Tên gọi tại Trung Quốc là 麻栗坡油丹 (Ma Lật Pha du đan).

## Mô tả
Cây gỗ cao tới 12 m, đường kính ngang ngực khoảng 30 cm. Cành con màu nâu xám, thon búp măng, thanh mảnh, dài 3–5 mm, có sọc, rải rác với các bì khẩu thuôn dài dạng bần màu nâu vàng, nứt theo chiều dọc, ban đầu có lông tơ thưa thớt màu nâu ánh vàng, nhưng sau đó nhanh chóng trở thành không lông. Chồi đầu cành nhỏ, hình nón ngược, nhỏ hơn 2 mm; vảy chồi xếp chặt, bên ngoài có lông tơ màu nâu ánh vàng thưa thớt. Lá mọc so le, thưa; cuống lá 0,5–2 cm, lồi-lõm, có lông tơ thưa; phiến lá mặt xa trục màu xanh lục trắng, mặt gần trục màu xanh lục, thuôn dài hoặc hình mác-thuôn dài, 6-14 × 2,2-3,8 cm, dạng giấy, mặt xa trục có lông tơ thưa thớt màu nâu ánh vàng, mặt gần trục nhẵn nhụi hoặc đôi khi có lông tơ màu nâu ánh vàng thưa thớt ở phần dưới của gân giữa, gân giữa trải rộng lên trên đến đỉnh lá, nhô cao ở mặt xa trục, chìm ở mặt gần trục, gân bên (9-)11-13 đôi, hình vòng cung, không dễ thấy ở cả hai mặt, tất cả đều mờ dần ở gần mép lá, các gân ngang và gân con hình lưới, gần như nhìn thấy được trên cả hai mặt, đáy hình nêm hoặc hình nêm rộng, mép lá cuốn ngoài, đỉnh nhọn. Hoa không rõ. Đầu quả hình chùy, dài hơn nhiều so với phiến lá, (8-)11–18 cm, tất cả đều ở nách lá ở phần trên của cành con, ít phân nhánh ở phần trên; các nhánh dài tới 4,5 cm; cuống chùy hoa thuôn dài, (5-)8–12 cm, cuống chùy và trục nhánh có lông tơ thưa thớt màu nâu ánh vàng. Quả chưa trưởng thành màu xanh lục, hình cầu, đường kính tới 2,2 cm; cuống quả mọng thịt, phình to, dài tới 1 cm, đường kính tới 3 mm ở đỉnh, nhăn nheo khi khô, màu đỏ tía khi non, có lông tơ lưa thưa màu nâu ánh vàng. Tạo quả tháng 12.